# 1944年國民革命軍戰鬥序列
1944年國民革命軍戰鬥序列編列發布於冬天，是中国抗日战争末期，國民政府為了適時反攻需要所編列的中國全境國軍戰鬥序列，此序列大致沿用至1945年年中的兩國戰爭結束後。

## 戰鬥序列列表

### 軍事委員會
- 陸海空軍大元帥兼軍事委員會委員長蔣中正
  - 參謀總長何應欽、程潜（代）
  - 副参谋总长：程潜、白崇禧

### 汉中行營
1945年4月1日设
- 主任：李宗仁
- 参谋长：王鸿韶

#### 第一戰區
- 司令長官：胡宗南
- 副司令长官：曾万钟、孙蔚如
  - 作战地域：陕南
  - 第28集團軍：李仙洲
  - 第31集團軍王仲廉
  - 第4集團軍孫蔚如
  - 商南指揮所主任郭寄峤
  - 豫省警備總司令劉茂恩
  - 第34集團軍李文
  - 第37集團軍丁德隆
  - 第38集團軍董釗
  - 直屬特種部隊

#### 第五戰區
- 司令長官：刘峙（1945年4月1日前为李宗仁）
- 副司令长官：孙震、郭寄峤
  - 作战地域：鄂西
  - 第2集團軍：劉汝明
  - 第22集團軍：孫震
- 直屬暨特種部隊

#### 第十戰區
- 司令長官：李品仙
- 副司令长官：何柱国、牟中珩、李明扬、王懋功
  - 作战地域：大别山
  - 第21集團軍：李品仙
  - 第15集團軍：何柱國（兼）
  - 第19集團軍：陳大慶
  - 山東挺進軍：李延年

#### 冀察戰區
- 總司令：高樹勳
  - 新八軍：胡伯翰
  - 河北民軍：喬明禮

### 东南行辕
1945年1月设
- 主任：顾祝同

#### 第三戰區
- 司令長官：顧祝同
- 副司令长官：刘建绪、唐式遵、上官云相
  - 作战地域：赣东、浙西、闽北
  - 第32集團軍：李默庵
  - 第25集團軍：李覺
  - 第23集團軍：唐式遵
  - 新编第四军：陈毅
  - 直屬暨特種部隊

#### 第七戰區
- 司令長官：余漢謀
- 副司令长官：蒋光鼐
  - 作战地域：粤北、赣南
  - 第12集團軍：余漢謀
  - 闽粤赣边区总司令：香翰屏
  - 直屬暨特種部隊

#### 第九戰區
- 司令長官：薛岳
- 副司令长官：王陵基、杨森
  - 作战地域：湘南、赣西
  - 第一集團軍副總司令孫渡
  - 第三十集团军：王陵基
  - 直屬暨特種部隊

### 第二戰區
- 司令長官：閻錫山
- 副司令长官：朱德、杨爱源
  - 作战地域：晋西
  - 第6集團軍：楊愛源
  - 第7集團軍趙承綬
  - 第8集團軍孫楚
  - 第13集團軍王靖國
  - 第18集團軍：朱德
  - 直屬暨特種部隊

### 第六戰區
- 司令長官：孫連仲
- 副司令长官：吴奇伟、郭忏、王东原、陈继承
  - 作战地域：鄂西
  - 長江上游江防軍總司令吳奇偉
  - 第10集團軍：王敬久
  - 第26集團軍：宋肯堂
  - 第33集團軍：馮治安
- 直屬暨特種部隊

### 第八戰區
- 司令長官：朱紹良
- 副司令长官：傅作义、马鸿逵
  - 作战地域：绥远、宁夏、青海
  - 晉陝綏邊區總司令:鄧寶珊
  - 東北挺進軍:馬占山
  - 第17集團軍：馬鴻逵
  - 第3集團軍：趙壽山
  - 第29集團軍：李鐵軍
  - 直屬暨特種部隊

### 駐印軍
- 總指揮：薩爾登（副指揮為 鄭洞國）
  - 新一軍孫立人

＊直屬暨特種部隊

### 中國陸軍總司令部
- 總司令：何應欽
- 参谋长：萧毅肃
  - 第一方面軍：司令盧漢、副司令关麟征，辖第52、第60、第93军，作战地域云南
  - 第二方面軍：司令張發奎、副司令夏威、邓龙光，辖第46、第62、第64军，作战地域粤桂边境
  - 第三方面軍：司令湯恩伯、副司令霍揆章、张雪中，辖第13、第20、第26、第71、第94军，作战地域湘黔边境
  - 第四方面軍：司令王耀武、副司令夏楚中，辖第18、第73、第74、第100军，作战地域湘西